# Armstrong Whitworth Whitley
Armstrong Whitworth A.W.38 Whitley là một trong 3 mẫu máy bay ném bom hạng trung tiền tuyến hai động cơ của Anh, nó được trang bị cho Không quân Hoàng gia khi Chiến tranh thế giới II nổ ra (2 chiếc còn lại là Vickers Wellington và Handley Page Hampden). Nó là máy bay ném bom đầu tiên của RAF thực hiện các cuộc ném bom trên lãnh thổ Đức, và tiếp tục là một phần không thể thiếu trong các cuộc ném bom của Anh cho đến khi các máy bay ném bom hạng nặng được trang bị cho không quân Anh. Nó được đưa vào trang bị cho các đơn vị tại tiền tuyến để thực hiện các nhiệm vụ như trinh sát biển (Bộ tư lệnh bờ biển), ngoài ra nó còn làm máy bay huấn luyện và vận tải ở tuyến sau.

## Biến thể

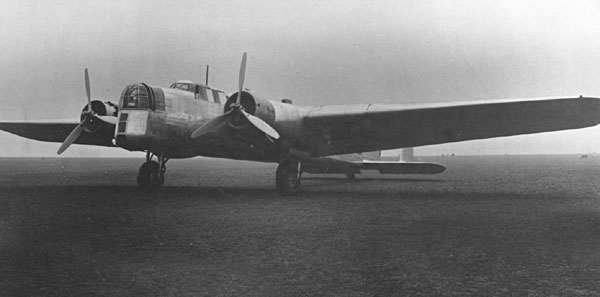
Mẫu thử Whitley.

Sau 2 mẫu thử (K4586 và K4587), khi chiến tranh bùng nổ thì RAF đã có 207 chiếc Whitley trong biên chế với các kiểu từ Mk I tới Mk IV:
Mk I
Lắp động cơ 795 hp (593 kW) Armstrong Siddeley Tiger IX: 34 chiếc
Mk II
Lắp động cơ hai tầng tăng áp 920 hp (690 kW) Tiger VIII: 46 chiếc
Mk III
Lắp động cơ Tiger VIII, có súng máy ở gốc cánh, mang được bom cỡ lớn: 80 chiếc
Mk IV
Lắp động cơ 1.030 hp (770 kW) Rolls-Royce Merlin IV, tăng sức chứa nhiên liệu, sản xuất từ năm 1938: 33 chiếc
Mk IVA
Lắp động cơ 1.145 hp (854 kW) Merlin X: 7 chiếc
Mk V
Phiên bản sản xuất chính trong thời chiến dựa trên phiên bản Mk IV. Bay lần đầu vào tháng 12 năm 1938, ngừng sản xuất vào tháng 6 năm 1943: 1.466 chiếc
Mk VI
Phiên bản đề xuất trang bị động cơ Pratt & Whitney hoặc Merlin XX: không chế tạo
Mk VII
Thiết kế cho bộ tư lệnh bờ biển và có kíp lái 6 người, có khả năng thực hiện các chuyến bay tầm xa (2.300 mi/3.700 km so với các phiên bản trước chỉ bay được 1.250 mi/2.011 km) có thùng nhiên liệu trong khoang quân giới và khung thân, lắp radar cho nhiệm vụ tuần tra chống tàu: 146 chiếc

## Quốc gia sử dụng

### Quân sự
Anh Quốc
- Không quân Hoàng gia
- Không quân Hải quân Hoàng gia

### Dân sự
Anh Quốc
- British Overseas Airways Corporation (BOAC)

## Tính năng kỹ chiến thuật (Whitley Mk V)

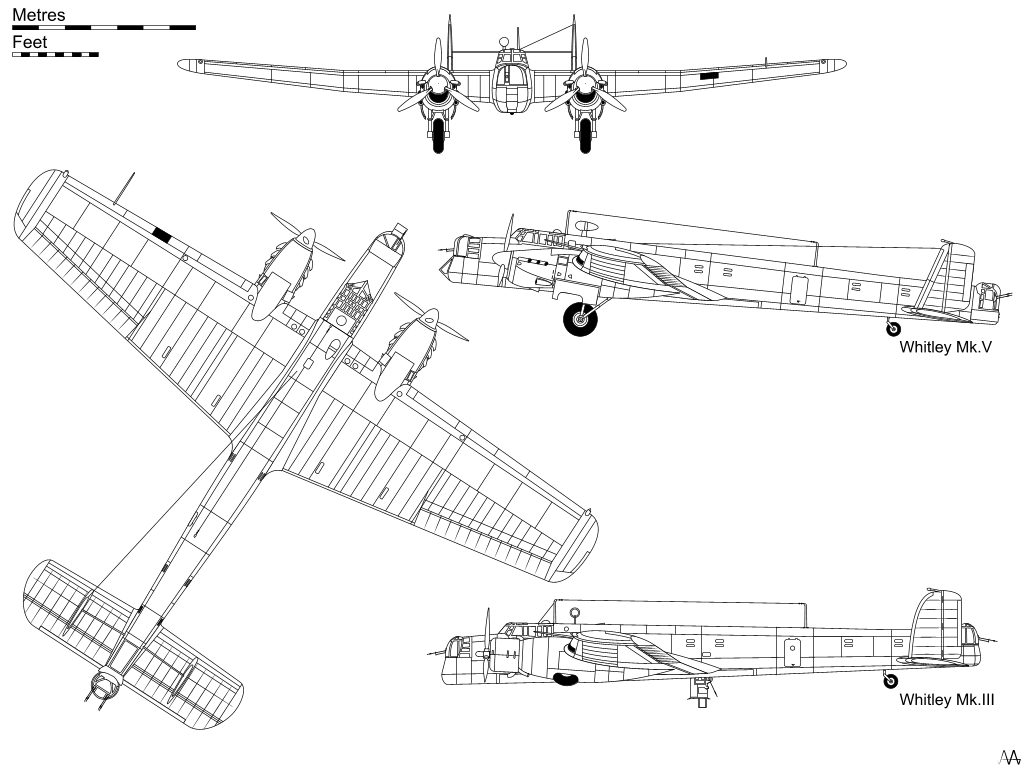

The Whitley File

### Đặc điểm riêng
- Tổ lái: 5
- Chiều dài: 70 ft 6 in (21,49 m)
- Sải cánh: 84 ft (25,60 m)
- Chiều cao: 15 ft (4,57 m)
- Diện tích cánh: 1.137 ft² (106 m²)
- Trọng lượng rỗng: 19.300 lb (8.768 kg)
- Trọng lượng cất cánh tối đa: 33.500 lb (15.196 kg)
- Động cơ: 2 × Rolls-Royce Merlin X, 1.145 hp (855 kW) mỗi chiếc

### Hiệu suất bay
- Vận tốc cực đại: 200 kn (230 mph, 370 km/h)
- Tầm bay: 1.430 nmi (1.650 mi, 2.650 km)
- Trần bay: 26.000 ft (7.900 m)
- Vận tốc lên cao: 800 ft/phút (4,1 m/s)
- Lực nâng của cánh: 29,5 lb/ft² (143 kg/m²) (max)
- Lực đẩy/trọng lượng: 0,684 hp/lb (112 W/kg) (min)

### Vũ khí
- 1 súng máy Vickers K.303 in (7,7 mm)
- 4 súng máy Browning.303 in
- Mang được tới 7.000 lb (3.175 kg) bom